# Station Dąbrowa Górnicza Południowa
Station Dąbrowa Górnicza Południowa is een spoorwegstation in de Poolse plaats Dąbrowa Górnicza.